# Dispersió dels Apòstols

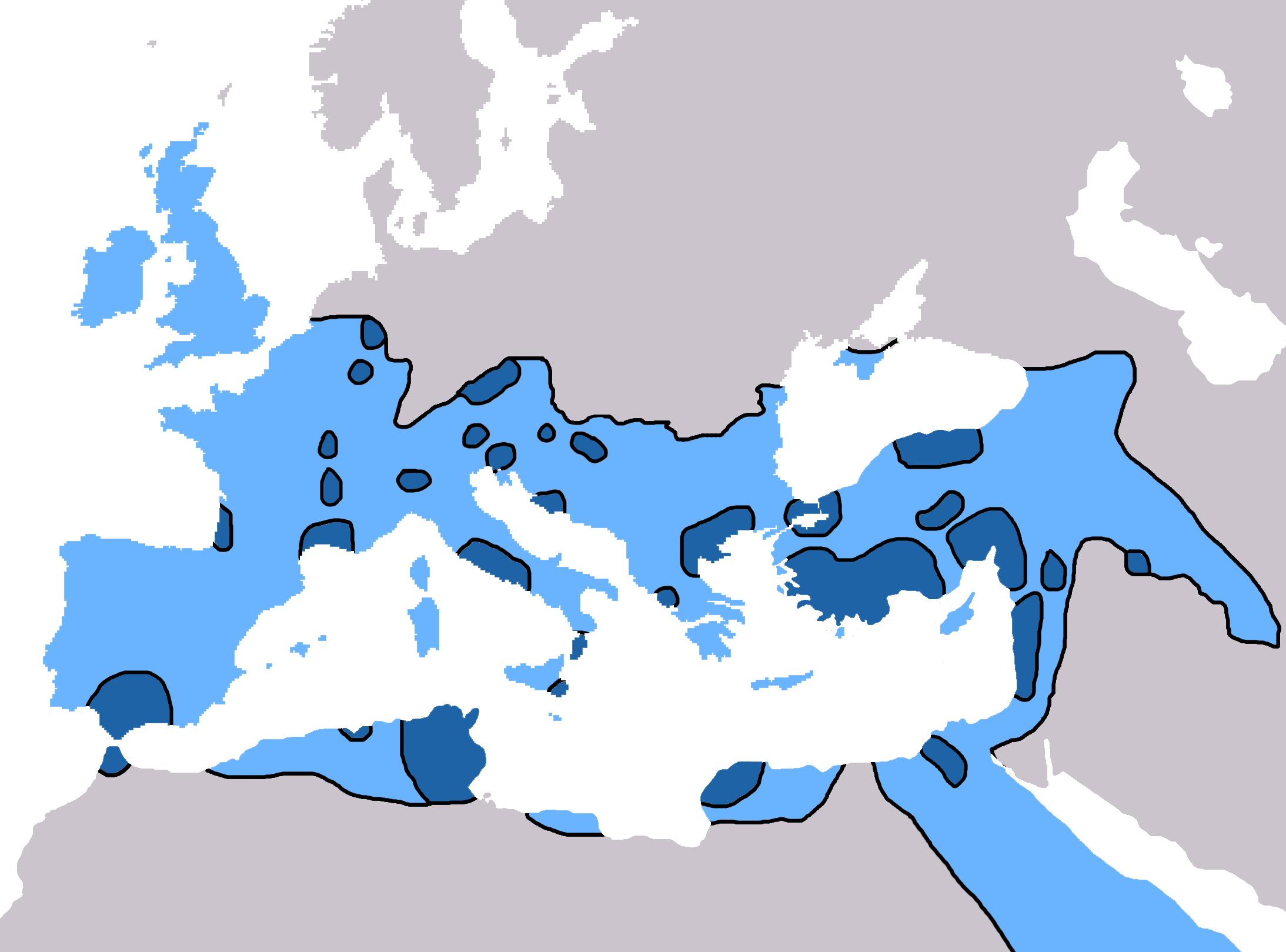
Dispersió del cristianisme el 325 d.C. (blau fosc).
Dispersió del cristianisme el segle VI (blau clar).

La Dispersió dels Apòstols (llatí Divisio Apostolorum) era una festa celebrada en alguns llocs en commemoració de l'obra missionera dels Dotze Apòstols que es deia que havien establert la seus apostòliques. Se celebrava com una doble festa el 15 de juliol.
El primer vestigi d'aquesta festa es troba en una, sense dubte, autèntica seqüència composta per a ella per un cert Godescalc (mort en 1098), mentre que un monjo de Limburg al Haardt, també va introduir aquesta festa a Aquisgrà, mentre era prebost de l'Església de la Mare de Déu. A continuació es menciona per part de Guillem Durand, bisbe de Mende (Rationale Div. Off. 7.15) en la segona meitat del segle xiii. Sota el títol, "dimissió", "dispersio", o Divisio Apostolorum ", es va celebrar durant l'edat mitjana a Espanya i Itàlia. L'objecte de la festa (segons Godescalcus) era commemorar la sortida (dispersió) dels apòstols de Jerusalem a diverses parts del món, potser uns catorze anys després de l'Ascensió de Jesús, presumiblement després de la Gran Comissió (Mc 16:14-20, Mt 28:18-20) Segons Durand, alguns dels seus contemporanis honraven en aquesta festa de la divisió (apòcrifa) de les relíquies (cossos) de Sant Pere, Sant Pau i Sant Silvestre.
El 1909, d'acord amb l'article de Frederick Holweck publicat en aquest any en el volum 5 de l'Enciclopèdia Catòlica, la festa es va mantenir encara amb solemnitat per algunes societats missioneres a Alemanya i Polònia, també en algunes diòcesis angleses i franceses i a les províncies eclesiàstiques estatunidenques de St Louis, Chicago, Milwaukee, Dubuque i Santa Fe.
La festa no va ser inclosa en el calendari tridentí o en cap revisió posterior del santoral.